# Wimperg

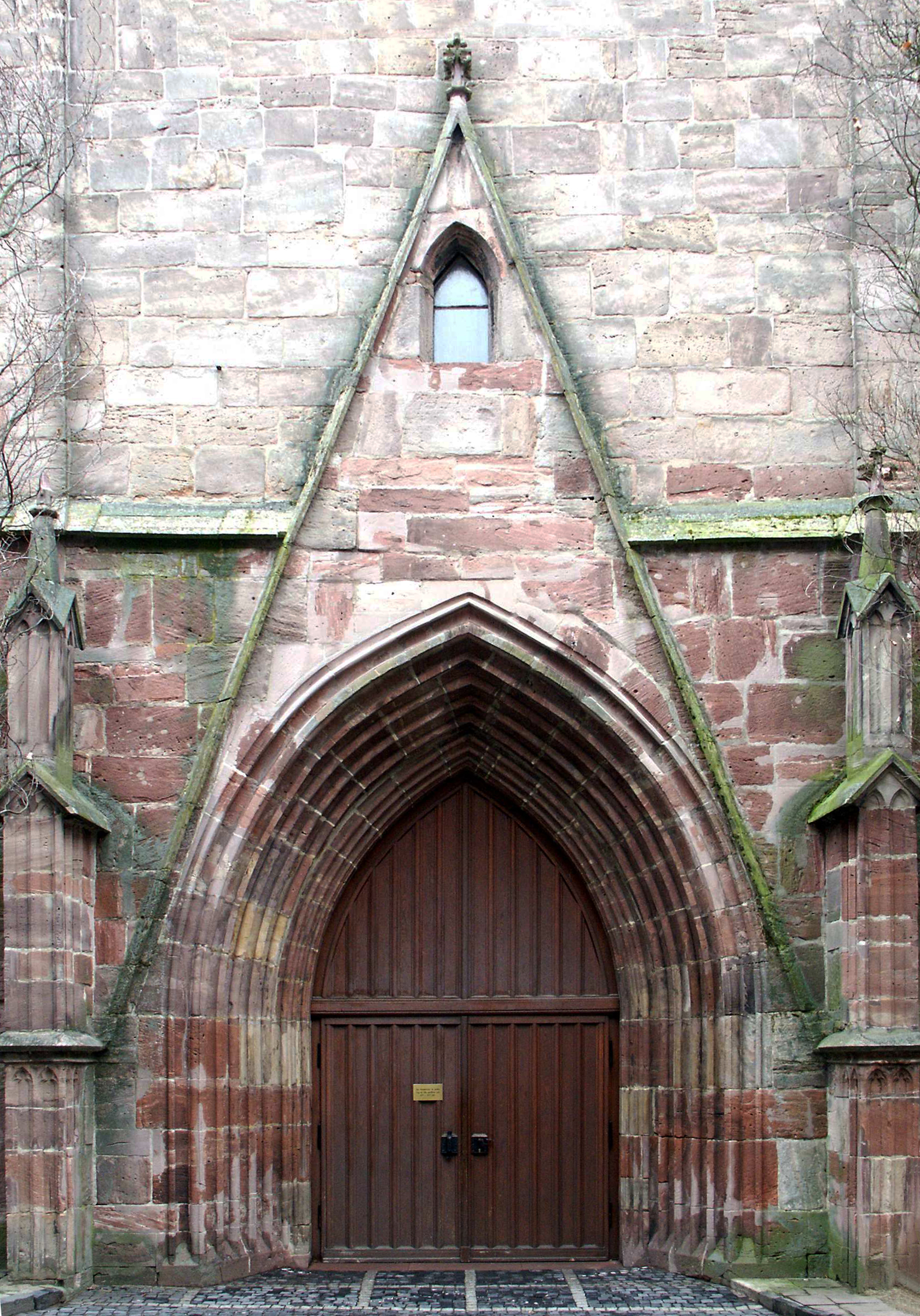
Frühgotischer Wimperg mit Fialen über dem Westportal der Stadtkirche Bad Hersfeld (um 1330)

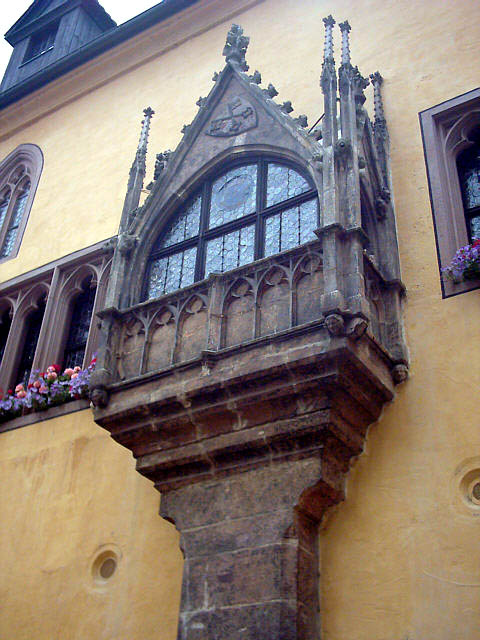
Erker mit Wimperg und Fialen am Reichssaal des Alten Rathauses in Regensburg in Bayern

Ein Wimperg (auch Wimperge oder Wimberg) ist in der Architektur der Gotik eine giebelartige Bekrönung über Portalen und Fenstern und wird auch Ziergiebel genannt.
Außerhalb der unmittelbaren Baukunst findet sich der Wimperg als Motiv auch in der gotischen Schnitzkunst.

## Etymologie
Das Wort ist im Deutschen seit dem 10. Jahrhundert belegt (ahd. wintberga, mhd. wintberge). Die Ausgangsbedeutung war „was vor dem Wind schützt, birgt“. Gemeint waren ursprünglich Giebelteile, die über das Dach hinausragen. In diesem Zusammenhang findet sich Wintberge in älteren Quellen auch in der Bedeutung „Zinne“, vereinzelt auch „Wimperg“ als „zahnartiger Aufsatz der Brüstungsmauer einer Zinne“.

## Formen
Der Wimperg ist ein Ziergiebel, der die vertikale Ausrichtung gotischer Architektur betont. Er kann von Fialen flankiert, gerahmt oder auch damit besetzt sein. Die Giebelschrägen des Wimpergs sind oft mit Krabben besetzt. Die Giebelspitze ist häufig als Giebelblume ausgeführt, beispielsweise in Form einer Kreuzblume. Wimperge mit einer nach vorne überhängenden Spitze werden auch als „Frauenschuh“ bezeichnet. Das Giebelfeld kann glatt belassen sein, ist oft aber mit vorgeblendetem oder durchbrochenem Maßwerk gefüllt.

## Heraldik
Der Wimperg hat es auch als Teil einer Wappenfigur in der Heraldik in einige Wappen geschafft. Überwiegend wird das Architekturobjekt genutzt, um ein Wappen in den Freiraum unter den Schenkeln zur Füllung und Zier anzubringen. Für die Heraldik ist es wichtiger, dass er im Wappen dargestellt wird. Das Bauwerksteil im Wappen wird in der Wappenbeschreibung erwähnt und sollte dann auch durch den Wappenmaler entsprechend gewürdigt werden. Ein gutes Beispiel ist das Wappen der Stadt Kamenz. Hier steht, entsprechend der Wappenbeschreibung, ein goldener Wimperg mit Krabben verziert auf einer goldenen Zinnenmauer. Oft wird der Wimperg mit Dreieckgiebel beschrieben und nicht immer müssen Krabben flankieren oder eine Kreuzblume auf der Spitze sein. Die Anzahl der Wappen mit dem Wimperg bleibt überschaubar. In der Beschreibung des Wappens von Fehrbellin vor 1993 war noch vom Vierpass im Wimperg zu lesen.

Kamenz
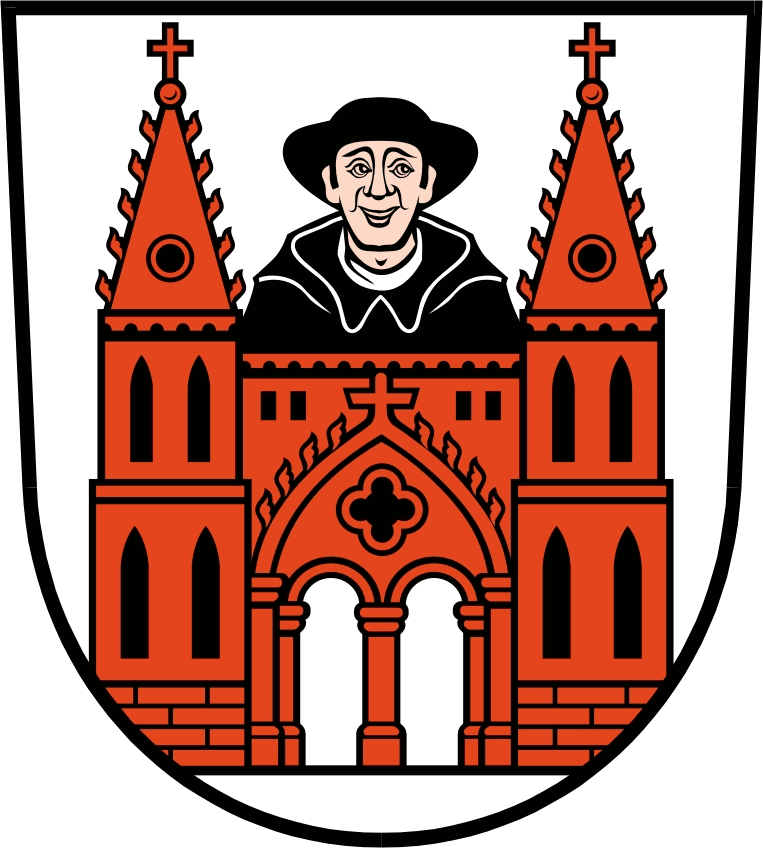
Fehrbellin
Frankfurt (Oder)
Lüneburg
Montabaur